# Алешино (Калужская область)
Алешино — деревня в Медынском районе Калужской области, входит в  сельское поселение «Деревня Глухово». Располагается на востоке Медынского района
Расстояние до города Медынь — 19 км, до Калуги — 83 км. Стоит на берегах реки Бобольская. Рядом — деревни Куфтино и Боболи (Малоярославецкий район).

## Этимология
Алешина — от просторечной формы (Олешка) календарного имени Алексей. Также Олешня — от ольшаник, ольховый лес

## Население
| 2002 | 2010 |
| ---- | ---- |
| 11   | →11  |

## История
В материалах дозора 1613 года значится «За боярином, за князем Борисом Михайловичем Лыковым… деревня Олешино, а в ней пашни паханые крестьянские четверть, да по речке по Кщеме луг сена четыре копны».
В 1782 году деревня Алешина на реке Кшома, вмесие с Кухтино, слобода Левина, Глухово и Реткино во владениях князя Василия Ивановича Долгорукова и Евдокии Александровны Зиновьевой. К 1859 году значилась как деревня 1-го стана Медынского уезда и насчитывала 32 двора и 332 жителя. После реформ 1861 года вошла в Глуховскую волость. К 1914 году население возросло до 377 человек.